# Pietrzyków (województwo lubuskie)

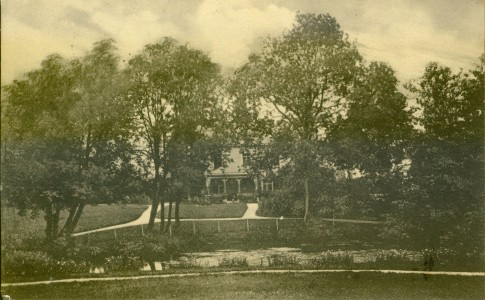
Pałac w Pietrzykowie

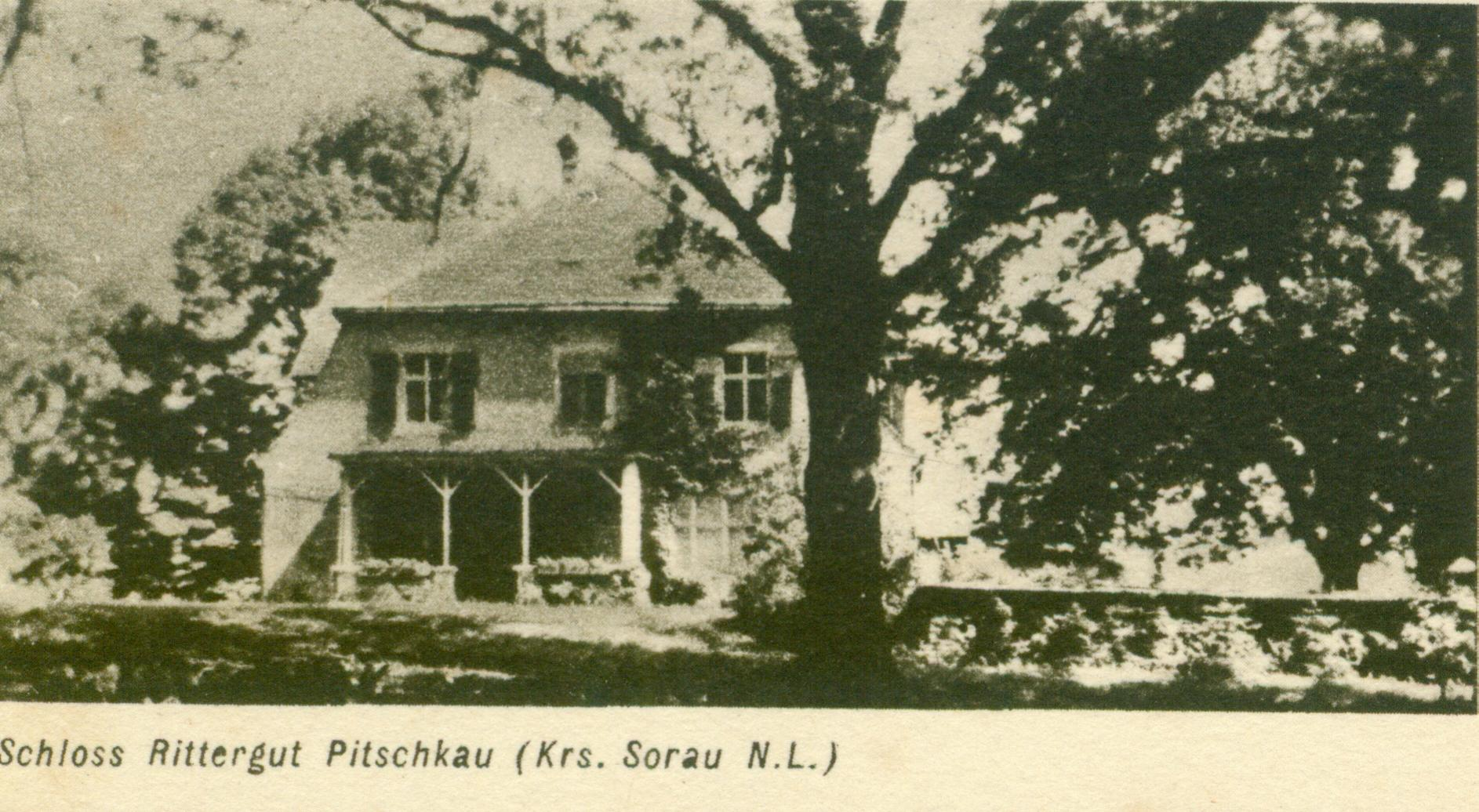
Pałac Rittergut Pietrzyków

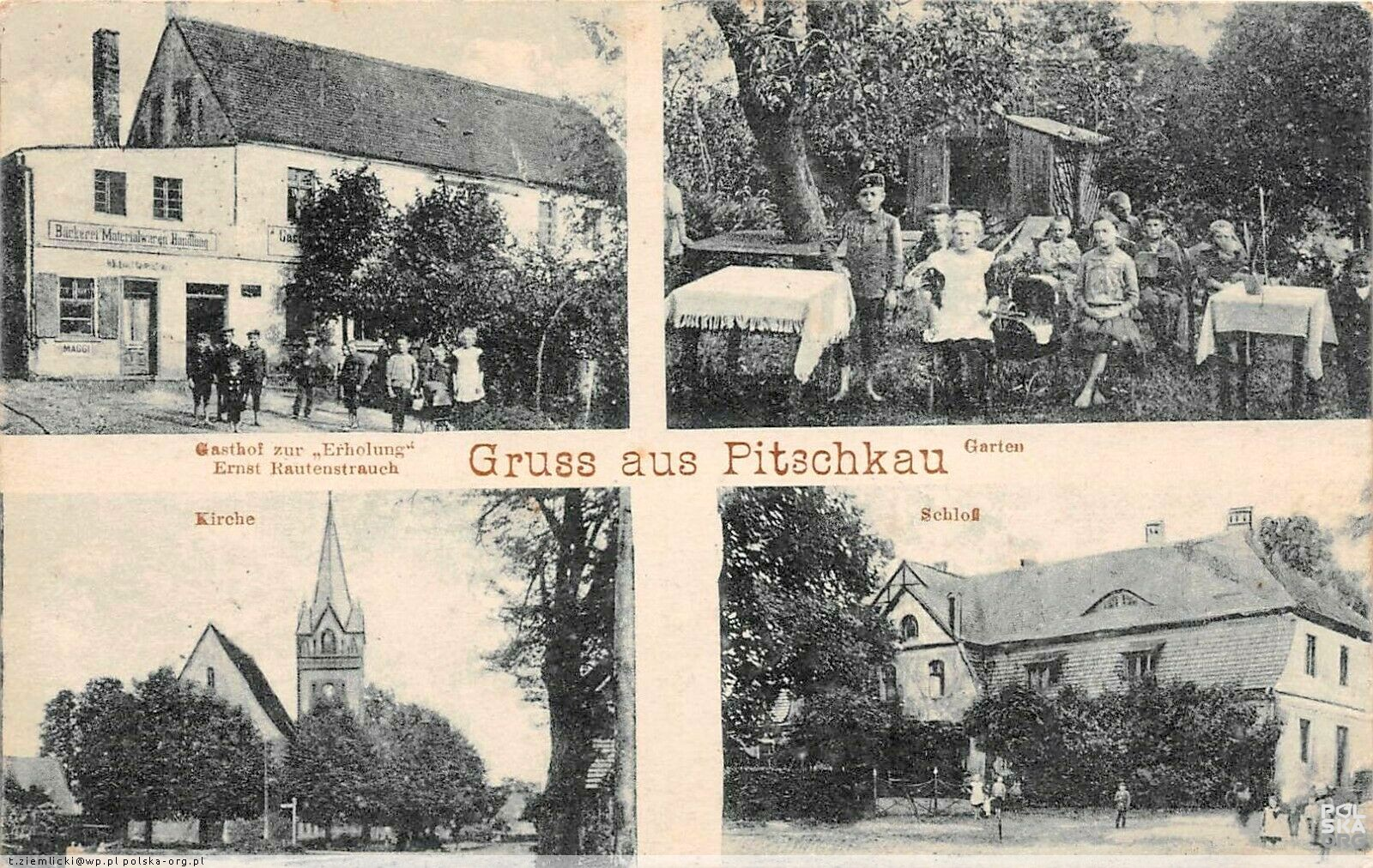
Pocztówka z Pietrzykowa

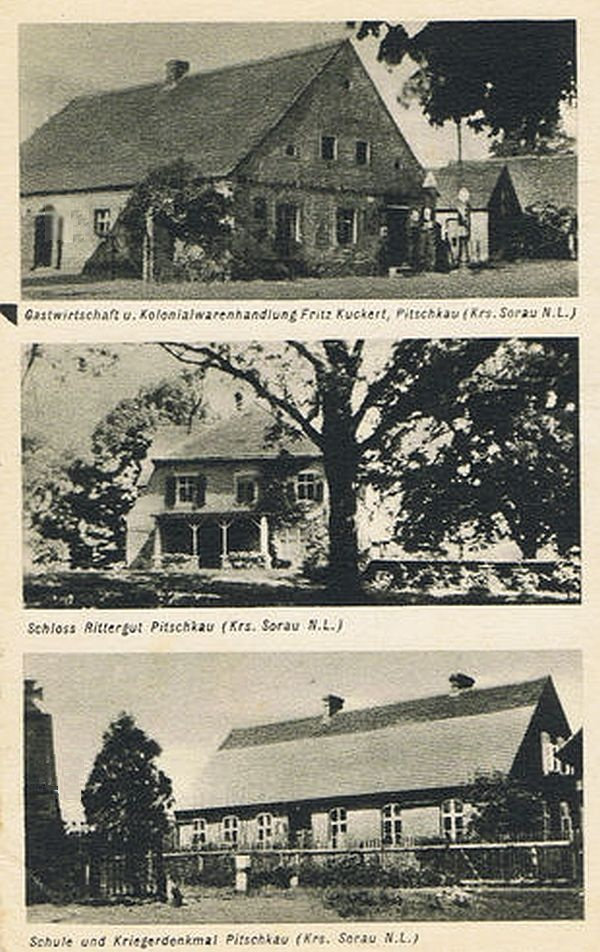
Budynki w Pietrzykowie

Pietrzyków (niem. Pitschkau) – wieś w Polsce położona w województwie lubuskim, w powiecie żarskim, w gminie Lipinki Łużyckie.
W latach 1975–1998 miejscowość położona była w województwie zielonogórskim.

## Zabytki
Do wojewódzkiego rejestru zabytków wpisane są:
- kościół ewangelicki, obecnie rzymskokatolicki filialny pod wezwaniem Dobrego Pasterza o średniowiecznym rodowodzie z XIV wieku, spłonął w 1638 roku, a w wyniku pożogi wojny trzydziestoletniej i wyludnień został odbudowany dopiero po 50 latach w 1688 roku. Charakter neogotycki zyskał po przebudowie w 1884 roku. Budowla jednonawowa, murowana z kamienia polnego, do prezbiterium od południa przylega wieża, a od północy zakrystia
- park dworski krajobrazowy z XIX wieku z dwoma zbiornikami wodnymi, będący pozostałością założenia dworskiego. Na powierzchni ponad 4 ha rosną 24 gatunki krzewów i drzew, występuje 6 pomników przyrody.